# اچ‌ام‌اس هیدرا (۱۹۱۲)
اچ‌ام‌اس هیدرا (۱۹۱۲) (به انگلیسی: HMS Hydra (1912)) یک کشتی بود که طول آن ۷۵ متر (۲۴۶ فوت) بود. این کشتی در سال ۱۹۱۲ ساخته شد.